# غستهم

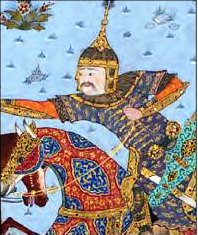
في الشاهنامة للشاه طهماسب.

غستهم هو اسم عدد من الأبطال الإيرانيين في الشاهنامة .

## ابن نوذر
أما غستهم الأول فهو ابن نوذر والأخ الأصغر لطوس بن نوذر [الإنجليزية]. وقد ذُكر اسمه أول مرة في عهد أبيه. تم تنصيبه حاكمًا محليًا في طوران من كاي خسرو. وهو من بين الأبطال الذين اختفوا (أو ماتوا) في الثلوج أثناء صعود كاي خسرو إلى السماء. إلى جانب غستهم، اختفى أيضًا أربعة أبطال إيرانيين آخرين في هذا الحادث. هناك ممر جبلي يسمى مولاي بيزان في منطقة كوهجيلويا، حيث يعتقد السكان المحليون أن الأبطال اختفوا هناك. وقد ذكره أيضًا في مصادر أخرى. وقد كتب المؤلف المجهول لكتاب "مجمل الطواريق" ما أسماه "راست-انداز" (الرامي) و"ساخت-كماان فارز" (الفارس الماهر في الرماية). وفقًا للموسوعة الإيرانية، قد يكون هذا هو فيستارف بن نوذر المذكور في أبستاق.

## ابن غزدهام
غستهم الثاني هو ابن غزوهام وشقيق غردفيرد [الإنجليزية] في عهد كاي خسرو. في الشاهنامة، هو صديق لبيزان [الإنجليزية]. لم يسمح له كاي خسرو بالقتال مع الأبطال الطورانيين في قصة دفزده روك [الإنجليزية] (اثني عشر قتالاً). يغضب غستهم من هذا القرار ويطارد لحاق وفرشيد شقيقي بيران ويقتلهما. ولكنه أصيب بجروح بالغة، فأخذه بيزان إلى كاي خسرو، وأنقذ الأخير حياته بربط حبة دواء حول ذراعه.
عندما يقتل أفراسياب سيافاش في طوران، يرسل جودرز جيف إلى هناك لإحضار كاي خسرو، ابن سيافاش، إلى إيران. يجد جيف كاي خسرو ووالدته، فارانجيس، بعد عدة سنوات. وعندما وصلوا إلى دز سبيد على حدود إيران وطوران، وفقًا لإحدى الروايات، كان غستهم بن غزدهام هو قائد القلعة.